# Maria Peszek
Maria Teresa Peszek (sinh ngày 9 tháng 9 năm 1973 tại Wrocław) là một ca sĩ, nhạc sĩ và diễn viên người Ba Lan.

## Tiểu sử
Maria Peszek sinh ra trong một gia đình có truyền thống diễn viên. Cô tốt nghiệp một trường diễn xuất ở Kraków vào năm 1995.

## Đĩa nhạc

### Album phòng thu
| Miasto mania                                                                  | - Phát hành: 14 tháng 10 năm 2005 - Hãng đĩa: Kayax - Định dạng: CD, tải nhạc                  | 6 | - POL: 40,000+ | - POL: Bạch kim     |
| Maria Awaria                                                                  | - Phát hành: 22 tháng 9 năm 2008 - Hãng đĩa: Kayax - Định dạng: CD, tải nhạc                   | 1 | - POL: 60,000+ | - POL: 2 × Bạch kim |
| Jezus Maria Peszek                                                            | - Phát hành: 3 tháng 10 năm 2012 - Hãng đĩa: Mystic Production - Định dạng: CD, LP, tải nhạc   | 1 | - POL: 30,000+ | - POL: Bạch kim     |
| Karabin                                                                       | - Phát hành: 26 tháng 2 năm 2016 - Hãng đĩa: Warner Music Poland - Định dạng: CD, LP, tải nhạc | 2 | - POL: 30,000+ | - POL: Bạch kim     |
| Ave Maria                                                                     | - Phát hành: 2021                                                                              |   |                |                     |
| "–": Bài hát không có bảng xếp hạng hoặc không được phát hành trong lãnh thổ. |                                                                                                |   |                |                     |

### Album trực tiếp
| Najmniejszy koncert świata                                                    | - Phát hành: 15 tháng 10 năm 2010 - Hãng đĩa: Agora SA - Định dạng: tải nhạc             | — |
| JEZUS is aLIVE                                                                | - Phát hành: 14 tháng 2 năm 2014 - Hãng đĩa: Mystic Production - Định dạng: CD, tải nhạc | 4 |
| "–": Bài hát không có bảng xếp hạng hoặc không được phát hành trong lãnh thổ. |                                                                                          |   |

### Đĩa đơn
| Năm  | Tựa đề                        | Album              |
| ---- | ----------------------------- | ------------------ |
| 2005 | "Moje miasto"                 | Miasto mania       |
| 2006 | "Nie mam czasu na seks"       | Miasto mania       |
| 2006 | "Miły mój"                    | Miasto mania       |
| 2008 | "Ciało"                       | Maria Awaria       |
| 2008 | "Rosół"                       | Maria Awaria       |
| 2009 | "Muchomory"                   | Maria Awaria       |
| 2011 | "Znajdziesz mnie znowu"       | —                  |
| 2012 | "Padam"                       | Jezus Maria Peszek |
| 2012 | "Ludzie psy"                  | Jezus Maria Peszek |
| 2013 | "Sorry Polsko"                | Jezus Maria Peszek |
| 2013 | "Pan nie jest moim pasterzem" | Jezus Maria Peszek |
| 2014 | "Wyścigówka"                  | JEZUS is aLIVE     |
| 2016 | "Polska A B C i D"            | Karabin            |
| 2016 | "Modern Holocaust"            | Karabin            |
| 2016 | "Samotny tata"                | Karabin            |
| 2016 | "Ej Maria"                    | Karabin            |
| 2017 | "Ophelia"                     | —                  |

## Diễn viên
| - 1993: Schindler's List - 1994: Sen srebrny Salomei - 1995: Spis cudzołożnic - 1997: Nocne graffiti - 2001: The Hexer - 2003: Julia wraca do domu - 2004: Ubu Król - 2008: 0 1 0 | - 1984: Rozalka Olaboga – trong vai Aldzia Kłos - 2000: Na dobre i na złe – trong vai Anna Radwańska - 2000–2001: Miasteczko – trong vai Mariola Zbyś - 2002: Wiedźmin - 2003: Magiczne drzewo – trong vai Mẹ của Jacek - 2005: Boża podszewka II – trong vai Stasia |